# Жиль Руссе
Жиль Руссе (фр. Gilles Rousset; 22 серпня 1963, Єр) — французький футболіст, який грав на позиції воротаря.

## Клубна кар'єра
Руссе почав свою кар'єру з «Сошо» в 1982 році, де він провів вісім сезонів, зігравши більш ніж у 100 матчах, перш ніж перейшов в «Олімпік Ліон» у 1990 році. Він швидко зарекомендував себе як основний воротар на «Стад Жерлан», зігравши в 98 матчах за 3 сезони.
У 1993 році Руссе несподівано перейшов до «Олімпік Марсель», який був чинним чемпіоном Європи, але був втягнутий у корупційний скандал. Присутність висхідної зірки Фаб'єна Бартеза не дозволила Руссе розпочати грати за клуб, і коли влітку 1994 року «Марсель» був примусово понижений у класі, як покарання за договірні матчі, Руссе (і багато інших відомих гравців) були продані.
Один сезон Руссе провів із клубом «Ренн», перш ніж перебрався до Шотландії, де виступав за «Харт оф Мідлотіан». У 1998 році допоміг команді вшосте за свою історію стати володарем Кубка Шотландії.

## Виступи за збірні
Дебют за національну збірну Франції відбувся 21 січня 1990 року у матчі Міжнародного турніру у Кувейті проти господарів турніру. Був включений до складу збірної на чемпіонат Європи 1992 року у Швеції як запасний воротар. Всього Руссе провів за збірну 2 матчі.

## Титули і досягнення
- Володар Кубка Шотландіїː 1997/98